# Гејлорд (Мичиген)
Гејлорд (Мичиген) (енгл. Gaylord) град је у америчкој савезној држави Мичиген. По попису становништва из 2010. у њему је живело 3.645 становника.

## Демографија
Према попису становништва из 2010. у граду је живело 3.645 становника, што је 36 (1,0%) становника мање него 2000. године.
| Група             | 2000.         | 2010.         |
| Белци             | 3.507 (95,3%) | 3.403 (93,4%) |
| Афроамериканци    | 11 (0,3%)     | 33 (0,9%)     |
| Азијати           | 11 (0,3%)     | 35 (1,0%)     |
| Хиспаноамериканци | 63 (1,7%)     | 66 (1,8%)     |
| Укупно            | 3.681         | 3.645         |